# Соснівка (Шишацька селищна громада)
Сосні́вка (МФА: [soˈsɲiu̯kɐ] ( прослухати)) — село в Україні, у Шишацькій селищній громаді Миргородського району Полтавської області. Населення становить 231 осіб. До 2020 року орган місцевого самоврядування — Яреськівська сільська рада.

## Географія
Село Соснівка розташоване за 75 км від обласного центру та 48 км від районного центру, на краю великого лісового масиву (сосна), За 2 км від Сусідні села: Хвальки (за 2 км), Федунка (за 2,5 км). За 2 км від села пролягає залізниця, зупинний пункт Федунка.

## Історія
12 червня 2020 року, відповідно до розпорядження Кабінету Міністрів України № 721-р «Про визначення адміністративних центрів та затвердження територій територіальних громад Полтавської області», село увійшло до складу Шишацької селищної громади.
19 липня 2020 року, в результаті адміністративно - територіальної реформи та ліквідації Шишацького району, село увійшло до складу новоутвореного Миргородського району Полтавської області.